# Котиџ Гроув (Тенеси)
Котиџ Гроув (енгл. Cottage Grove) град је у америчкој савезној држави Тенеси.

## Демографија
По попису из 2010. године број становника је 88, што је 9 (-9,3%) становника мање него 2000. године.
| Група             | 2000.      | 2010.      |
| Белци             | 95 (97,9%) | 86 (97,7%) |
| Афроамериканци    | 0 (0,0%)   | 0 (0,0%)   |
| Азијати           | 0 (0,0%)   | 0 (0,0%)   |
| Хиспаноамериканци | 1 (1,0%)   | 2 (2,3%)   |
| Укупно            | 97         | 88         |